# ONE Store
ONE Store（韓語：원스토어）是韓國為Android系統所開發的行動應用程式及遊戲數位分發平台。

## 歷史
2015年6月3日，SK Telecom子公司SK Planet、KT和LG U+聯合推出行動應用程式數位發行平台ONE Store，整合旗下T Store、Olleh Market、U+ Store三家同類型數位發行平台，三家平台保留各自商業名稱，用戶可以在平台之間自由切換並保留消費記錄。同年7月，ONE Store的行動應用程式及遊戲下載量超過9700萬次，付費用戶超過540萬；對比合併前，下載量增加六成，付費用戶增加超過四成。ONE Store由SK Telecom子公司SK Planet負責營運，2016年3月相關業務從SK Planet獨立出來，由ONE Store公司負責營運，KT和LG U+以支付一定銷售分成，獲得平台使用權，同年韓國入口網站NAVER投資ONE Store公司27億韓元。2016年6月1日，ONE Store正式推出同名行動應用程式，NAVER旗下的同類型數位分發平台Naver App Store宣佈加入ONE Store，原四家平台升級後自動變成ONE Store行動應用程式。根據韩国移动互联网商务协会的統計，合併四家平台後的ONE Store占韓國市場份額12.8%。在行動應用程式推出前夕，2016年5月ONE Store宣佈將在6月推出「測試遊戲專區」和「獨立遊戲專區」，扶持中小型遊戲開發商。之後數月ONE Store參與和贊助多個韓國獨立遊戲展，包括Out of Index和釜山獨立遊戲節，到同年10月，獨立遊戲專區的下載量超過50萬。同年12月，ONE Store推出支付服務ONE pay。
2018年7月ONE Store宣佈一系列新政策，修改行動應用程式銷售分成比例，由原本三成降低兩成，發行商如果使用自家的付費系統向用戶收費，就只收5%分成；另外ONE Store與三星電子的Galaxy Apps達成合作，ONE Store發行的遊戲可以直接在Galaxy Apps上架；此外One Store還和IGAworks合作推出廣告平台，協助發行商進行營銷。憑藉新政策，ONE Store在同年12月遊戲下載量超過蘋果App Store。2019年獲得1000億韓元的投資，2020年ONE Store營收首次出現盈餘，8月份ONE Store在韓國市場份額創下歷史新高18.4%，同年還獲得科學技術情報通信部長官獎（과학기술정보통신부장관상을）。2021年3月3日，KT和LG U+投資ONE Store公司260億韓元，獲得3.8%股份。同年6月，ONE Store公司獲得微軟和德國電信旗下投資公司1500萬美元的投資。同年，ONE Store公司擴展遊戲以外業務，收購出版社Lock Media，和Yes24合資成立內容工作室，投資中國大陸網絡漫畫平台快看漫画1000億韓元。同年8月，ONE Store公司和騰訊合作推出游戏机模拟器ONE GameLoop，讓玩家可以在電腦端玩手機遊戲。
2022年2月，ONE Store公司向韩国交易所提交上市申請，根據同年3月MobileIndex的統計，ONE Store在韓國市場佔有率為14.4%，是國內第二大行動應用程式數位分發平台。原定在2022年內首次公开募股，後考慮到韓國股票市場近期表現不佳，取消上市。2023年韓國遊戲開發商Krafton投資ONE Store公司200億韓元。2023年12月，ONE Store推出全球測試版。